# Barpeta
Barpeta är en ort i Indien.   Den ligger i distriktet Barpeta och delstaten Assam, i den östra delen av landet, 1 400 km öster om huvudstaden New Delhi. Barpeta ligger 47 meter över havet och antalet invånare är 48 824.
Terrängen runt Barpeta är mycket platt. Runt Barpeta är det tätbefolkat, med 493 invånare per kvadratkilometer. Barpeta är det största samhället i trakten. Trakten runt Barpeta består till största delen av jordbruksmark.